# Justin Thannhauser
Justin Thannhauser (auch: Justin K. Thannhauser, * 7. Mai 1892 in Hürben, heute Ortsteil von Krumbach (Schwaben); † 26. Dezember 1976 in Bern) war ein zunächst deutscher, später amerikanischer Galerist und Kunstsammler.

## Leben
Justin Thannhauser war ein Sohn des Kunsthändlers Heinrich Thannhauser aus einer ursprünglich in Mönchsdeggingen ansässigen jüdischen Familie. Er lernte bei seinem Vater in dessen 1904 gegründeter Modernen Galerie in München.

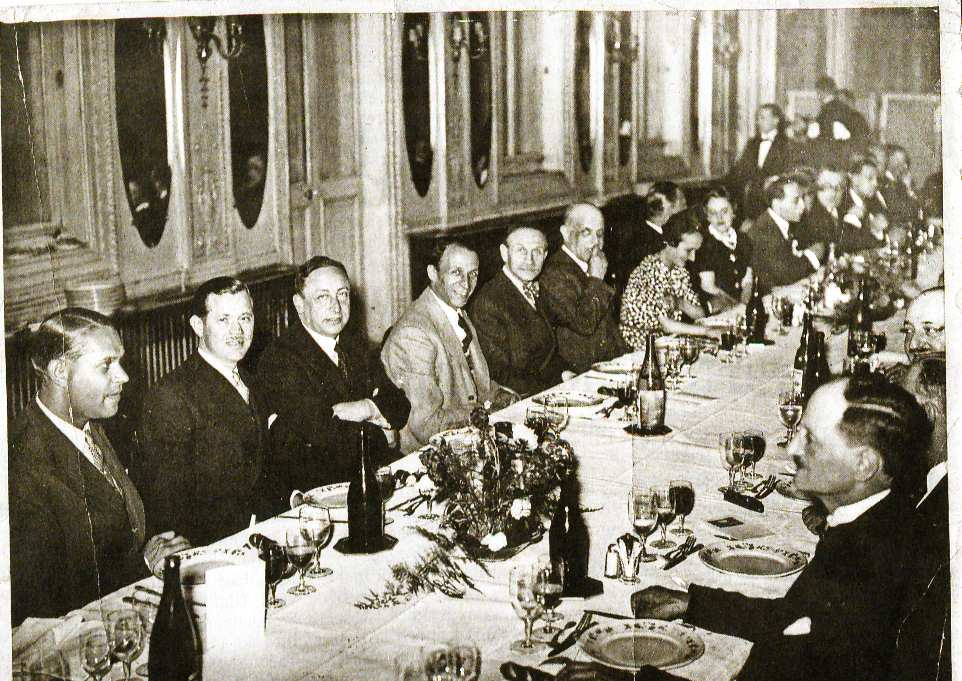
Thannhauser unter Kollegen, 3. von links (1938)

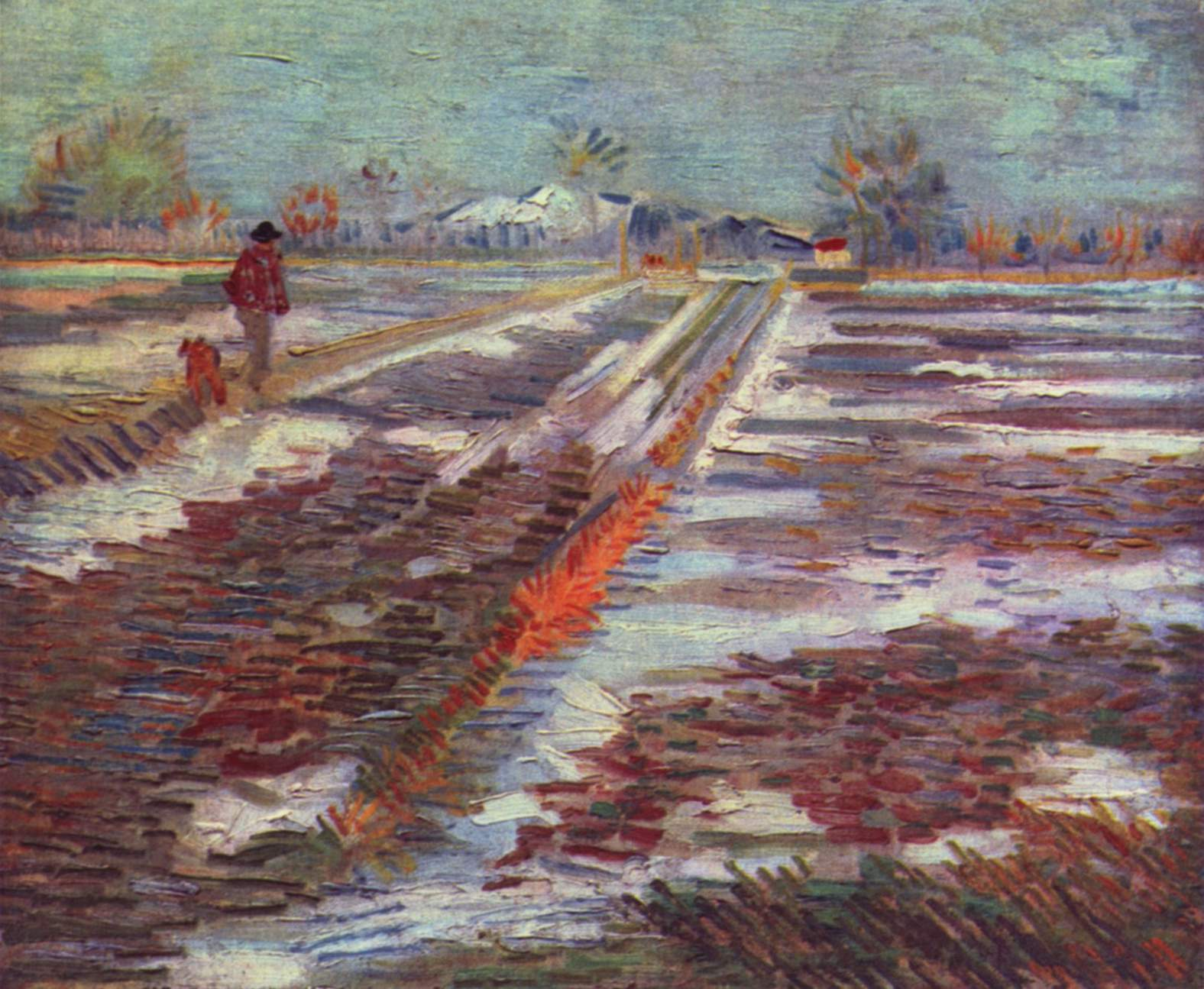
Vincent van Gogh: Hügel bei Saint-Rémy aus der Sammlung J.K. Thannhauser

1919 eröffnete er eine Dependance in Luzern und 1927 wagte er den Sprung nach Berlin, zunächst mit zwei aufsehenerregenden Einzelausstellungen. Ein Jahr später verlegte er den Hauptsitz der Kunsthandlung ganz von München nach Berlin.
Ab 1933 bemühte sich Thannhauser um eine Verlegung seines Geschäfts ins Ausland. 1937 emigrierte er nach Paris, wo er bis 1940 eine Galerie führte, deren Bestand ebenfalls nach Besetzung durch die deutsche Wehrmacht beschlagnahmt wurde. Es gelang ihm mit einem Teil seiner Sammlung nach New York zu flüchten, wo er ein drittes Mal einen Neuanfang wagte.

## Sammlung Thannhauser
1963 stiftete Justin Thannhauser seine private Sammlung und die seines Vaters als Thannhauser Collection an das Guggenheim-Museum, in dem ein nach ihm benannter Raum an ihn erinnert. Damit wurde die noch junge Sammlung um Werke des Impressionismus und Postimpressionismus ergänzt. Die Sammlung kam erst als Leihgabe ins Museum und ging nach Thannhausers Tod 1976 als Erbe in den Besitz der Solomon R. Guggenheim Foundation über. Darunter befinden sich Werke wie Hügel bei Saint-Rémy von Vincent van Gogh, Haere Mai von Paul Gauguin, Vor dem Spiegel von Édouard Manet und Hügellandschaft bei Pontoise von Camille Pissarro, welches aus dem Jahr 1867 stammt und bis heute das älteste Werk in der Sammlung ist. Ebenfalls aus der Thannhauser Collection stammen 32 Gemälde und Arbeiten auf Papier von Pablo Picasso wie Le Moulin de la Galette und Frau mit gelben Haar. Nachdem das Museum schon im Besitz einiger Werke der analytisch-kubistischen und somit abstrakten Phase Picassos wie dem Akkordeonspieler war, ist es nach den Ergänzungen mit der Thannhauser Collection im Besitz einer der größten öffentlichen Sammlungen von Werken Picassos.

## Restitutionen
Im Jahr 2003 reichten die Erben von Carlotta Landsberg eine Klage auf Rückgabe von Picassos Frau in Weiß (Femme en Blanc) ein, die auf der Flucht vor den Nazis bei Thannhauser in Verwahrung gegeben worden war. 2007 forderten die Erben des Berliner Bankiers Paul von Mendelssohn-Bartholdy die Rückgabe des Picasso-Ölgemäldes Le Moulin de la Galette, das Thannhauser dem Guggenheim geschenkt hatte. Der Rechtsstreit wurde in einer geheimen Vereinbarung zwischen dem Museum und den Erben beigelegt. Die Mendelssohn-Bartholdy-Erben reichten auch eine Klage auf Rückgabe von Picassos Madame Soler ein. Im Januar 2023 reichten die Erben von Karl Adler und Rosi Jacobi beim Manhattan Supreme Court eine Klage gegen das Guggenheim Museum ein, in der sie die Rückführung von Picassos Woman Ironing forderten. Thannhauser hatte das Gemälde 1938 während der Nazizeit erworben. Als Thannhauser 1978 starb, schenkte er es zusammen mit dem Rest seines Kunstbesitzes dem Guggenheim Museum. Die Erben behaupten jedoch, es sei unter Zwang verkauft worden. Ebenfalls im Jahr 2023 reichten die Erben von Hedwig Stern eine Restitutionsklage für Vincent Van Goghs Olivenpflücker gegen die Basil & Elise Goulandris Foundation in Athen und das Metropolitan Museum of Art in New York ein. Thannhauser verkaufte Olivenpflücker 1948 an Vincent Astor.